# Aphyllorchis
Aphyllorchis es un género de orquídeas. Tiene 22 especies. Son nativos del sur de Asia y Australia.
Son originarias de Ceilán e India hasta el SE de Asia y Nueva Guinea.

## Descripción
Tiene tallos erectos envueltos en la base con varias hojas y en el ápice pocas o muchas flores grandes que tienen tres pétalos y sépalos libres, un labelo distintivo dividido sobre los dos lados y una larga columna.

## Taxonomía
El género fue descrito por Carl Ludwig Blume y publicado en Tab. Pl. Jav. Orch. , f. 77. 1825.
Etimología
Aphyllorchis: nombre genérico derivado del idioma griego que significa "hojas de orquídeas"

## Especies
- Aphyllorchis acuminata  J.J.Sm. (1928)
- Aphyllorchis alpina  King & Pantl. (1898)
- Aphyllorchis angustipetala  J.J.Sm. (1928)
- Aphyllorchis annamensis  Aver. (1996)
- Aphyllorchis anomala  Dockrill (1965)
- Aphyllorchis caudata  Rolfe ex Downie (1925)
- Aphyllorchis elata  Schltr. (1911)
- Aphyllorchis evrardii  Gagnep. (1931)
- Aphyllorchis exilis  Schltr. (1921)
- Aphyllorchis gollanii  Duthie (1902)
- Aphyllorchis gracilis  Schltr. (1911)
- Aphyllorchis halconensis  Ames (1923)
- Aphyllorchis kemulensis  J.J.Sm. (1931)
- Aphyllorchis montana  Rchb.f. (1876)
- Aphyllorchis pallida  Blume (1825) - Especie tipo
- Aphyllorchis queenslandica  Dockrill (1965)
- Aphyllorchis siantanensis  J.J.Sm. (1932)
- Aphyllorchis simplex  Tang & F.T.Wang (1951)
- Aphyllorchis spiculaea  Rchb.f. (1876)
- Aphyllorchis striata  (Ridl.) Ridl. (1907)
- Aphyllorchis sumatrana  J.J.Sm. (1922)
- Aphyllorchis torricellensis  Schltr. (1911)